# Superclásico de Quito
El Superclásico de Quito, llamado también 'Superclásico Capitalino', es el partido más importante y tradicional del fútbol de la ciudad de Quito, en el que se enfrentan Liga de Quito y Aucas, dos de los equipos más importantes y tradicionales de la capital ecuatoriana. Sin embargo de su historia y tradición, la FIFA no lo ha tomado en cuenta al momento de clasificar a los partidos clásicos. Es el partido que se ha disputado en todas las competiciones del fútbol ecuatoriano, desde el amateurismo, el profesionalismo, en Serie A, Serie B, Segunda Categoría, e incluso un Torneo Internacional tal como la Copa Sudamericana en 2004. La rivalidad entre estos dos equipos ecuatorianos comenzó el 18 de febrero de 1945 en el desaparecido Estadio El Ejido.

## Historia

### El Inicio de la Rivalidad
El colista de la primera división, Liga Deportiva Universitaria, perdía la categoría y el primero de la segunda categoría ascendía a primera, por lo que Aucas tenía que subir a Máxima. El ingeniero Guillermo Alarcón era el presidente de la Asociación Provincial de Fútbol Amateur de Pichincha y también era funcionario de la Shell, compañía petrolera radicada en el país, decidió hacer partidos de promoción entre el aspirante a la categoría que era el Aucas y el colista que se trataba de Liga. 
El primer partido se disputó el domingo 18 de febrero de 1945. Debido al poderío del Aucas, en vista de que días antes, es decir, el 6 de febrero, había sido conformado por los mejores jugadores del fútbol de Pichincha, con el millonario auspicio de la empresa que lo fundó, y que es una de las compañías más ricas del mundo Royal Dutch Shell, contra todo pronóstico, terminó empatado a un gol. Liga Deportiva Universitaria de Quito, se había puesto adelante, pero minutos más tarde, Aucas igualó los tantos con anotación de Gonzalo Pozo que no era jugador del equipo petrolero, sino que lo reforzó para ese partido, jugador que sería definitivamente del Aucas en 1946. 
El 11 de marzo del 1945, se fijó nuevamente el partido entre las dos escuadras para el desempate, como preliminar del encuentro entre Panamá de Guayaquil y Atlanta Liga de Chimbacalle. Este partido de definición serviría para conocer quién de los dos debía asecender a la División Máxima, nuevamente quedó empatado a dos goles, incluso adicionándose dos tiempos de 15 minutos cada uno. 
Debido a que no existió triunfador en los partidos de promoción, la prensa de la época sugería que debían subir las dos escuadras, a decir de aquellos, por el gran nivel técnico de los dos equipos; y, el 17 de marzo de 1945, la Asamblea de la Asociación de Fútbol de Pichincha, decisió acoger dicha sugerencia y aceptar a los cuadros de Liga Deportiva Universitaria de Quito y al Aucas en la División Máxima.
Desde allí data, la que hasta hoy es la tradicional rivalidad entre estos dos equipos Aucas y Liga, el cual es un juego considerado como una tradición de la ciudad de Quito, había nacido entonces el Superclásico de Quito,   partido que además de ser el más importante y tradicional en Quito, es el único que ha podido rebasar la capacidad de los estadios más importantes de dicha ciudad, empezando por el antiguo Estadio El Ejido, sin importar la posición en la que se encontraran ambos clubes.
El enfrentamiento entre Liga y Aucas es el partido que más afición y expectativa ha causado en Quito de forma histórica.

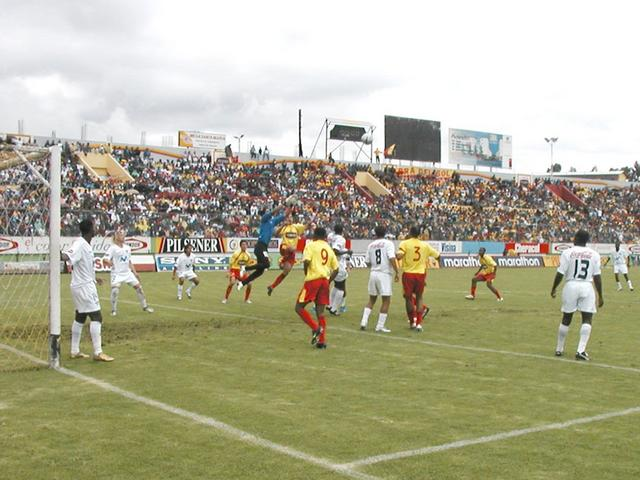
El Superclásico Quiteño jugado en el Estadio Gonzalo Pozo Ripalda con casa llena en 2005.

### Alineación del PrimerSuperclásico[21]
Ésta es la alineación del primer encuentro por parte de los dos clubes el domingo 18 de febrero de 1945
Por Liga Deportiva Universitaria de Quito jugaron:
Loza, Pico, Salgado, Luis Vásquez, Celso Torres, Germán Dávila, Alfonso Rodríguez, Miranda, Carlos "Chile" Díaz, Santana y Tobar.
Por Sociedad Deportiva Aucas jugaron:
Armando Zurita, Angulo, Cruz, Sola, Torres, John, Andrade, César Garnica, Cortez, Montaño y Gonzalo Pozo.

### Clásico de la Neblina
El viernes 7 de septiembre de 1973 se jugó el Superclásico más recordado e inolvidable para el fútbol de Pichincha La Noche de Neblina o el cotejo nocturno, Aucas y Liga participaban en ese año en Segunda Categoría, la asistencia de público al Estadio Olímpico Atahualpa de la ciudad de Quito en aquel enfrentamiento rompió el límite de aforo a dicho escenario concurriendo 42.400 espectadores, y una recaudación de 628.180 Sucres, 8 puertas del estadio del Batán destruidas, gente subida en las luminarias y 10 000 personas se habrían quedado sin poder entrar a espectar el partido. Es un partido con más de 70 años de historia.
Otro hecho anecdótico fue en 1987 cuando este partido pudo sumar en dos fechas a 84.153 personas que pagaron boleto, en los dos encuentros el marcador quedó igualada cero a cero.
Sumando la recaudación en estos dos partidos fue de 19.343.830 Sucres. En el primer cotejo se recaudó 9.712.180 Sucres y se vendieron 41.734 boletos y en el segundo pagaron 9.631.650 Sucres vendiéndose 42.419 boletos.

### Devaluación del Clásico
El Superclásico de Quito había caído en un gran deterioro debido a que la diferencia de triunfos entre Liga y Aucas hasta el momento es muy grande a nivel profesional, incluso en el 2001 este partido no se jugó debido a que en el año 2000 descendió a la Serie B y solo hasta el año 2001 siguió en dicha difícil situación todavía por los problemas que había atravesado el equipo albo para Liga y en lo que va desde el 2007 hasta el 2014 y también en el 2017 este mismo partido no se jugó debido a que en los años 2006 (casi 10 años antes) y 2016 (10 años después) Aucas descendió a la Serie B por 2 veces además en 2009 Aucas descendió a la Segunda Categoría y solo hasta el año 2017 siguió en dicha difícil situación todavía por los problemas que había atravesado el equipo oriental para Aucas.
Pero el interés del partido en realidad se desvalorizó mucho antes aproximadamente desde los años 90 cuando Liga ya había conseguido cosas importantes en la Competencia Nacional. De todos modos, en muchas ocasiones el interés por presenciar el partido en los años 90 y 2000 fue muy grande, incluso llegando a repletar estadios de las dos escuadras,
por ejemplo entre varias de las ocasiones se puede resaltar la del año 1998 que tuvo un campeonato extraño. El reglamento había dispuesto que si un partido terminaba empatado, se definiera por la tanda de los penales. Además, al final se formaron dos grupos: uno para el descenso y otro para llegar al final con Emelec. Cuando los dos equipos aspiraban a jugar una final del campeonato, el Estadio Rodrigo Paz Delgado estuvo con todo su aforo repleto, Aucas llegaba a Ponciano con la necesidad de empatar para jugar la gran final. Liga finalmente ganó 3-1 en un partido que fue reflejo de la rareza del torneo. El ídolo capitalino llegaba a ese partido de luto: habían asesinado al dirigente Luis Flores para robarse la taquilla. Además, Édison ‘osito’ Maldonado faltó a ese partido sin que se tuviera una mayor explicación. Con el resultado Liga fue a la final y goleó 7-0 a Emelec y, en consecuencia, Liga se coronó campeón.
El Superclásico de Quito se volvió a jugar de vuelta en el Campeonato Ecuatoriano de Fútbol 2002, debido a que Liga ascendió a Primera como Campeón del Campeonato Ecuatoriano de Fútbol Serie B 2001, tras ganar a la débil Santa Rita 4 por 3, y empatar ante el rival directo Deportivo Cuenca 0 por 0. Aquel punto fue el que necesitaba la Liga para regresar a la Serie A del Fútbol Ecuatoriano después de 343 días de pasar malos y buenos momentos, en la Serie B.
El 23 de marzo de 2002 en el estadio de Aucas, se escribió por primera vez una nueva historia entre ellos. El primer Superclásico de 2002 terminó en tablas, tras una derrota 1 a 0 en el estadio Gonzalo Pozo, tras eso, Liga empató por 4 a 4 a Aucas en el estadio Rodrigo Paz Delgado. En la segunda etapa, Liga se llevaría los dos Superclásicos, en la Casa Blanca, Liga derrotó a Aucas por 2 a 1 en un gran encuentro y en el Sur de la Capital del País, Liga logró derrotar a Aucas 1 a 0. En la liguilla final, Liga se llevaría los otros dos Superclásicos, en la Casa Blanca, Liga derrotó a Aucas por 3 a 2 en un gran encuentro y en el Sur de la Capital del País, Liga logró derrotar a Aucas 3 a 0. En ese 4 de abril del 2002 se jugaría quizás el mejor superclásico capitalino de toda la historia y el resultado 4-4 es el reflejo de que fue uno de los mejores partidos de los últimos años. Los tanto de Aucas fueron de Raúl Antuña, Geovanny Espinoza, Julio César Gómez, Juan Bermegui. Para los universitarios anotaron Óscar Pacheco (2), Luis González y Alfonso Obregón. Fue una jornada apasionante, de buenos goles y de incertidumbre hasta el final.
Otro ejemplo muy claro fue cuando en el año 2004 disputaron ganar la primera rueda del campeonato y la clasificación a la Copa Sudamericana en primer lugar, esta vez fue en el Estadio Gonzalo Pozo Ripalda, llenando los espectadores dicho escenario mucho tiempo antes de jugarse el partido vendiéndose 13 578 boletos y 60.000 dólares de recaudación.
, o en el año 2005 cuando el estadio tuvo 18 mil personas pagadas.
En el mismo año también hubo mucha expectativa y gente en la primera fecha del campeonato, cuando se jugó el Superclásico en el Estadio Rodrigo Paz Delgado, dicho escenario no se llenó pero la cantidad de gente que asistió al encuentro fue muy importante 13.417 personas que pagaron 77.689 dólares.
Lamentablemente Aucas no ha logrado éxitos en las últimas décadas, lo que ha provocado que no se disputen instancias importantes entre ambos equipos. Pero sin lugar a dudas siempre va a ser un juego a muerte, con grandes expectativas entre sus fanáticos y roces en los campos de juego, expulsados, tensión y muchos goles.,
El Superclásico de Quito se volvió a jugar de vuelta en el Campeonato Ecuatoriano de Fútbol 2015, debido a que Aucas ascendió a Primera como Campeón del Campeonato Ecuatoriano de Fútbol Serie B 2014, tras ganar a su rival directo River Ecuador (hoy Guayaquil City) 3 por 1, y empatar ante la siempre difícil Liga de Portoviejo 1 por 1. Aquel punto fue el que necesitaba el Aucas para regresar a la Serie A del Fútbol Ecuatoriano después de 2.947 días de pasar malos y buenos momentos, tanto en la Serie B, como en la Segunda Categoría.
El 8 de febrero de 2015 en el estadio de Aucas, se escribió por segunda vez una nueva historia entre ellos. El primer Superclásico de 2015 terminó en tablas, tras un empate 1 a 1 en el estadio Gonzalo Pozo Ripalda, tras eso, Liga venció por 1 a 0 a Aucas en el estadio Rodrigo Paz Delgado. En la segunda etapa, Aucas se llevaría los dos Superclásicos, en el Sur de la Capital del País, Aucas derrotó a Liga por 3 a 2 en un gran encuentro y en la Casa Blanca, Aucas logró derrotar a Liga 2 a 0.
Demostrando que a pesar de su devaluación en varios años, este histórico partido ha retornado, para la temporada 2015, con muchísima más expectativa.
Tanto ha sido la espera de que se vuelva a reeditar el Superclásico de Quito, que en menos de dos días se vendieron cerca de 11.000 boletos. El día del partido, tres barrios de Quito se paralizaron y el estadio estuvo completamente lleno, vendiéndose la totalidad del boletaje. Una muestra de la popularidad de Aucas y Liga y de la importancia que existe cuando se enfrentan entre sí.

## Goleadas Históricas deLigaaAucas

### Amistoso
5 de abril de 1964, Liga 6 - Aucas 0, goles de Jean Nelson, Eugenio Montalto, Polo Carrera, Mario Zambrano, Enrique Portilla y Tito Larrea.

### Campeonato Ecuatoriano de FútbolSerie A
9 de abril de 1989, Liga 8 - Aucas 0, goles de Nelson Guerrero 27', Pietro Marssetti 31', Domingo Farfán 41', Nelson Guerrero 52', Oswaldo de la Cruz 64', Domingo Farfán 64', Diego Herrera 80' y Nelson Guerrero 88'.
22 de junio de 2003, Liga 6 - Aucas 2, goles de Martín Ojeda 28', Patricio Urrutia 45', Alfonso Obregón 50', Paul Ambrossi 71', Néicer Reasco 73' y Paul Ambrossi 76'. Descontó Petter Villegas al 61' y al 77'.

## Goleadas Históricas deAucasaLiga

### Campeonatos Amateurs de Pichincha
23 de marzo de 1947, Aucas 7 - Liga 0

### Campeonato Ecuatoriano de FútbolSerie A
13 de mayo de 2004, Aucas 5 - Liga 1, goles de Agustín Delgado 11', 32', 49' y 62' y Gustavo Figueroa 58'. Descontó Franklin Salas al 67'.

## Partidos

### Torneo Asociación de Fútbol de Pichincha
| Partido N.º | Fecha      | Equipo        | Marcador | Equipo        | Estadio  |
| ----------- | ---------- | ------------- | -------- | ------------- | -------- |
| 1           | 22-04-1945 | Aucas         | 2 - 1    | Liga de Quito | El Ejido |
| 2           | 18-04-1946 | Liga de Quito | 2 - 4    | Aucas         | El Ejido |
| 3           | 23-03-1947 | Aucas         | 7 - 0    | Liga de Quito | El Ejido |
| 4           | 18-04-1948 | Liga de Quito | 2 - 0    | Aucas         | El Ejido |
| 5           | 03-03-1950 | Aucas         | 3 - 5    | Liga de Quito | El Ejido |
| 6           | 04-02-1951 | Liga de Quito | 3 - 5    | Aucas         | El Ejido |
| 7           | 07-03-1951 | Aucas         | 1 - 0    | Liga de Quito | El Ejido |
| 8           | 22-06-1952 | Liga de Quito | 3 - 0    | Aucas         | El Ejido |
| 9           | 31-05-1953 | Aucas         | 1 - 3    | Liga de Quito | El Ejido |

### Torneo Asociación de Fútbol No Amateur de Pichincha
| Partido N.º | Fecha      | Equipo        | Marcador | Equipo        | Estadio            |
| ----------- | ---------- | ------------- | -------- | ------------- | ------------------ |
| 1           | 25-07-1954 | Liga de Quito | 1 - 4    | Aucas         | El Ejido           |
| 2           | 12-09-1954 | Aucas         | 1 - 2    | Liga de Quito | El Ejido           |
| 3           | 27-08-1955 | Liga de Quito | 2 - 4    | Aucas         | El Ejido           |
| 4           | 29-10-1955 | Aucas         | 1 - 2    | Liga de Quito | El Ejido           |
| 5           | 09-09-1956 | Liga de Quito | 1 - 0    | Aucas         | El Ejido           |
| 6           | 28-10-1956 | Aucas         | 0 - 1    | Liga de Quito | El Ejido           |
| 7           | 02-06-1957 | Liga de Quito | 1 - 2    | Aucas         | El Ejido           |
| 8           | 28-07-1957 | Aucas         | 0 - 1    | Liga de Quito | El Ejido           |
| 9           | 29-09-1957 | Aucas         | 1 - 1    | Liga de Quito | El Ejido           |
| 10          | 25-05-1958 | Aucas         | 2 - 3    | Liga de Quito | El Ejido           |
| 11          | 13-07-1958 | Liga de Quito | 1 - 1    | Aucas         | El Ejido           |
| 12          | 07-09-1958 | Aucas         | 1 - 0    | Liga de Quito | El Ejido           |
| 13          | 24-05-1959 | Liga de Quito | 1 - 1    | Aucas         | El Ejido           |
| 14          | 23-08-1959 | Aucas         | 2 - 2    | Liga de Quito | El Ejido           |
| 15          | 04-10-1959 | Aucas         | 1 - 1    | Liga de Quito | El Ejido           |
| 16          | 22-05-1960 | Liga de Quito | 2 - 1    | Aucas         | El Ejido           |
| 17          | 17-07-1960 | Aucas         | 2 - 2    | Liga de Quito | El Ejido           |
| 18          | 04-04-1960 | Aucas         | 0 - 1    | Liga de Quito | El Ejido           |
| 19          | 14-05-1961 | Liga de Quito | 3 - 2    | Aucas         | El Ejido           |
| 20          | 31-07-1961 | Aucas         | 1 - 0    | Liga de Quito | El Ejido           |
| 21          | 24-09-1961 | Liga de Quito | 1 - 0    | Aucas         | El Ejido           |
| 22          | 27-05-1962 | Liga de Quito | 1 - 1    | Aucas         | El Ejido           |
| 23          | 16-09-1962 | Aucas         | 0 - 0    | Liga de Quito | El Ejido           |
| 24          | 21-10-1962 | Liga de Quito | 1 - 1    | Aucas         | Olímpico Atahualpa |
| 25          | 14-07-1963 | Aucas         | 2 - 5    | Liga de Quito | El Ejido           |
| 26          | 11-08-1963 | Liga de Quito | 2 - 3    | Aucas         | El Ejido           |
| 27          | 08-09-1963 | Liga de Quito | 2 - 0    | Aucas         | El Ejido           |
| 28          | 20-10-1963 | Aucas         | 2 - 4    | Liga de Quito | El Ejido           |
| 29          | 19-07-1964 | Liga de Quito | 0 - 0    | Aucas         | Olímpico Atahualpa |
| 30          | 06-09-1964 | Aucas         | 1 - 3    | Liga de Quito | Olímpico Atahualpa |
| 31          | 10-10-1964 | Aucas         | 2 - 0    | Liga de Quito | Olímpico Atahualpa |
| 32          | 06-06-1965 | Aucas         | 3 - 1    | Liga de Quito | Olímpico Atahualpa |
| 33          | 04-07-1965 | Liga de Quito | 0 - 0    | Aucas         | Olímpico Atahualpa |
| 34          | 05-09-1965 | Liga de Quito | 3 - 0    | Aucas         | Olímpico Atahualpa |
| 35          | 10-03-1966 | Aucas         | 0 - 2    | Liga de Quito | Olímpico Atahualpa |
| 36          | 05-06-1966 | Liga de Quito | 2 - 1    | Aucas         | Olímpico Atahualpa |
| 37          | 31-07-1966 | Liga de Quito | 0 - 0    | Aucas         | Olímpico Atahualpa |

### Campeonato Nacional
| Partido N.º | Fecha      | Equipo        | Marcador | Equipo        | Estadio            |
| ----------- | ---------- | ------------- | -------- | ------------- | ------------------ |
| 1           | 1966       | Aucas         | 1 - 5    | Liga de Quito | Olímpico Atahualpa |
| 2           | 1966       | Liga de Quito | 2 - 4    | Aucas         | Olímpico Atahualpa |
| 3           | 1968       | Liga de Quito | 1 - 2    | Aucas         | Olímpico Atahualpa |
| 4           | 1968       | Aucas         | 0 - 3    | Liga de Quito | Olímpico Atahualpa |
| 5           | 1969       | Aucas         | 2 - 3    | Liga de Quito | Olímpico Atahualpa |
| 6           | 1969       | Liga de Quito | 2 - 1    | Aucas         | Olímpico Atahualpa |
| 7           | 1970       | Aucas         | 2 - 3    | Liga de Quito | Olímpico Atahualpa |
| 8           | 1970       | Liga de Quito | 1 - 1    | Aucas         | Olímpico Atahualpa |
| 9           | 1975       | Aucas         | 0 - 0    | Liga de Quito | Olímpico Atahualpa |
| 10          | 1975       | Liga de Quito | 2 - 0    | Aucas         | Olímpico Atahualpa |
| 11          | 1975       | Aucas         | 2 - 3    | Liga de Quito | Olímpico Atahualpa |
| 12          | 1975       | Liga de Quito | 0 - 1    | Aucas         | Olímpico Atahualpa |
| 13          | 1975       | Liga de Quito | 2 - 0    | Aucas         | Olímpico Atahualpa |
| 14          | 1975       | Aucas         | 3 - 3    | Liga de Quito | Olímpico Atahualpa |
| 15          | 1976       | Liga de Quito | 0 - 1    | Aucas         | Olímpico Atahualpa |
| 16          | 1976       | Aucas         | 1 - 0    | Liga de Quito | Olímpico Atahualpa |
| 17          | 1976       | Liga de Quito | 1 - 2    | Aucas         | Olímpico Atahualpa |
| 18          | 1976       | Aucas         | 3 - 2    | Liga de Quito | Olímpico Atahualpa |
| 19          | 1977       | Aucas         | 0 - 3    | Liga de Quito | Olímpico Atahualpa |
| 20          | 1977       | Liga de Quito | 1 - 1    | Aucas         | Olímpico Atahualpa |
| 21          | 1979       | Liga de Quito | 1 - 1    | Aucas         | Olímpico Atahualpa |
| 22          | 1979       | Aucas         | 2 - 1    | Liga de Quito | Olímpico Atahualpa |
| 23          | 1982       | Liga de Quito | 1 - 1    | Aucas         | Olímpico Atahualpa |
| 24          | 1982       | Aucas         | 0 - 4    | Liga de Quito | Olímpico Atahualpa |
| 25          | 1983       | Liga de Quito | 3 - 1    | Aucas         | Olímpico Atahualpa |
| 26          | 1983       | Aucas         | 1 - 2    | Liga de Quito | Olímpico Atahualpa |
| 27          | 1984       | Aucas         | 2 - 1    | Liga de Quito | Olímpico Atahualpa |
| 28          | 1984       | Liga de Quito | 3 - 1    | Aucas         | Olímpico Atahualpa |
| 29          | 1984       | Liga de Quito | 4 - 1    | Aucas         | Olímpico Atahualpa |
| 30          | 1984       | Aucas         | 2 - 4    | Liga de Quito | Olímpico Atahualpa |
| 31          | 1987       | Liga de Quito | 0 - 0    | Aucas         | Olímpico Atahualpa |
| 32          | 1987       | Aucas         | 0 - 0    | Liga de Quito | Olímpico Atahualpa |
| 33          | 1987       | Liga de Quito | 3 - 0    | Aucas         | Olímpico Atahualpa |
| 34          | 1987       | Aucas         | 1 - 1    | Liga de Quito | Olímpico Atahualpa |
| 35          | 1988       | Liga de Quito | 1 - 0    | Aucas         | Olímpico Atahualpa |
| 36          | 1988       | Aucas         | 2 - 3    | Liga de Quito | Olímpico Atahualpa |
| 37          | 1989       | Liga de Quito | 8 - 0    | Aucas         | Olímpico Atahualpa |
| 38          | 1989       | Aucas         | 1 - 1    | Liga de Quito | Olímpico Atahualpa |
| 39          | 1990       | Aucas         | 1 - 2    | Liga de Quito | Olímpico Atahualpa |
| 40          | 1990       | Liga de Quito | 3 - 1    | Aucas         | Olímpico Atahualpa |
| 41          | 1992       | Aucas         | 3 - 0    | Liga de Quito | Gonzalo Pozo       |
| 42          | 1992       | Liga de Quito | 1 - 1    | Aucas         | Olímpico Atahualpa |
| 43          | 1992       | Liga de Quito | 2 - 0    | Aucas         | Olímpico Atahualpa |
| 44          | 1992       | Aucas         | 0 - 0    | Liga de Quito | Gonzalo Pozo       |
| 45          | 1994       | Aucas         | 1 - 1    | Liga de Quito | Gonzalo Pozo       |
| 46          | 1994       | Liga de Quito | 1 - 1    | Aucas         | Gonzalo Pozo       |
| 47          | 1995       | Liga de Quito | 1 - 1    | Aucas         | Olímpico Atahualpa |
| 48          | 1995       | Aucas         | 1 - 2    | Liga de Quito | Gonzalo Pozo       |
| 49          | 1995       | Liga de Quito | 2 - 1    | Aucas         | Olímpico Atahualpa |
| 50          | 1995       | Aucas         | 0 - 2    | Liga de Quito | Gonzalo Pozo       |
| 51          | 1996       | Aucas         | 1 - 1    | Liga de Quito | Gonzalo Pozo       |
| 52          | 1996       | Liga de Quito | 1 - 0    | Aucas         | Olímpico Atahualpa |
| 53          | 1996       | Aucas         | 1 - 1    | Liga de Quito | Gonzalo Pozo       |
| 54          | 1996       | Liga de Quito | 0 - 0    | Aucas         | Olímpico Atahualpa |
| 55          | 1997       | Liga de Quito | 3 - 1    | Aucas         | Rodrigo Paz        |
| 56          | 1997       | Aucas         | 3 - 0    | Liga de Quito | Gonzalo Pozo       |
| 57          | 1997       | Liga de Quito | 0 - 1    | Aucas         | Rodrigo Paz        |
| 58          | 1997       | Aucas         | 1 - 2    | Liga de Quito | Gonzalo Pozo       |
| 59          | 1998       | Liga de Quito | 2 - 2    | Aucas         | Rodrigo Paz        |
| 60          | 1998       | Aucas         | 1 - 2    | Liga de Quito | Gonzalo Pozo       |
| 61          | 1998       | Aucas         | 0 - 2    | Liga de Quito | Gonzalo Pozo       |
| 62          | 1998       | Liga de Quito | 1 - 0    | Aucas         | Rodrigo Paz        |
| 63          | 1998       | Aucas         | 2 - 1    | Liga de Quito | Gonzalo Pozo       |
| 64          | 1998       | Liga de Quito | 3 - 1    | Aucas         | Rodrigo Paz        |
| 65          | 1999       | Liga de Quito | 2 - 1    | Aucas         | Rodrigo Paz        |
| 66          | 1999       | Aucas         | 0 - 1    | Liga de Quito | Gonzalo Pozo       |
| 67          | 1999       | Aucas         | 0 - 0    | Liga de Quito | Gonzalo Pozo       |
| 68          | 1999       | Liga de Quito | 1 - 0    | Aucas         | Rodrigo Paz        |
| 69          | 07-03-2000 | Aucas         | 0 - 1    | Liga de Quito | Gonzalo Pozo       |
| 70          | 11-06-2000 | Liga de Quito | 2 - 0    | Aucas         | Rodrigo Paz        |
| 71          | 10-09-2000 | Liga de Quito | 0 - 2    | Aucas         | Rodrigo Paz        |
| 72          | 17-09-2000 | Aucas         | 1 - 1    | Liga de Quito | Gonzalo Pozo       |
| 73          | 23-03-2002 | Aucas         | 1 - 0    | Liga de Quito | Gonzalo Pozo       |
| 74          | 06-04-2002 | Liga de Quito | 4 - 4    | Aucas         | Rodrigo Paz        |
| 75          | 28-07-2002 | Liga de Quito | 2 - 1    | Aucas         | Rodrigo Paz        |
| 76          | 15-09-2002 | Aucas         | 0 - 1    | Liga de Quito | Gonzalo Pozo       |
| 77          | 03-11-2002 | Liga de Quito | 3 - 2    | Aucas         | Rodrigo Paz        |
| 78          | 13-12-2002 | Aucas         | 0 - 3    | Liga de Quito | Olímpico Atahualpa |
| 79          | 01-03-2003 | Aucas         | 1 - 2    | Liga de Quito | Olímpico Atahualpa |
| 80          | 22-06-2003 | Liga de Quito | 6 - 2    | Aucas         | Rodrigo Paz        |
| 81          | 09-08-2003 | Liga de Quito | 2 - 0    | Aucas         | Rodrigo Paz        |
| 82          | 16-08-2003 | Aucas         | 0 - 3    | Liga de Quito | Gonzalo Pozo       |
| 83          | 18-02-2004 | Liga de Quito | 2 - 3    | Aucas         | Rodrigo Paz        |
| 84          | 14-05-2004 | Aucas         | 5 - 1    | Liga de Quito | Gonzalo Pozo       |
| 85          | 13-06-2004 | Aucas         | 1 - 1    | Liga de Quito | Olímpico (Ibarra)  |
| 86          | 01-10-2004 | Liga de Quito | 0 - 1    | Aucas         | Rodrigo Paz        |
| 87          | 30-10-2004 | Liga de Quito | 1 - 0    | Aucas         | Rodrigo Paz        |
| 88          | 12-12-2004 | Aucas         | 0 - 2    | Liga de Quito | Gonzalo Pozo       |
| 89          | 17-04-2005 | Liga de Quito | 1 - 0    | Aucas         | Rodrigo Paz        |
| 90          | 23-04-2005 | Aucas         | 2 - 3    | Liga de Quito | Gonzalo Pozo       |
| 91          | 14-09-2005 | Aucas         | 2 - 1    | Liga de Quito | Olímpico Atahualpa |
| 92          | 28-09-2005 | Liga de Quito | 0 - 3    | Aucas         | Rodrigo Paz        |
| 93          | 27-11-2005 | Aucas         | 3 - 1    | Liga de Quito | Gonzalo Pozo       |
| 94          | 10-12-2005 | Liga de Quito | 4 - 1    | Aucas         | Rodrigo Paz        |
| 95          | 04-03-2006 | Liga de Quito | 4 - 2    | Aucas         | Rodrigo Paz        |
| 96          | 09-04-2006 | Aucas         | 0 - 2    | Liga de Quito | Gonzalo Pozo       |
| 97          | 18-08-2006 | Liga de Quito | 4 - 3    | Aucas         | Rodrigo Paz        |
| 98          | 10-09-2006 | Aucas         | 2 - 1    | Liga de Quito | Gonzalo Pozo       |
| 99          | 08-02-2015 | Aucas         | 1 - 1    | Liga de Quito | Gonzalo Pozo       |
| 100         | 04-07-2015 | Liga de Quito | 1 - 0    | Aucas         | Rodrigo Paz        |
| 101         | 09-08-2015 | Aucas         | 3 - 2    | Liga de Quito | Gonzalo Pozo       |
| 102         | 22-11-2015 | Liga de Quito | 0 - 2    | Aucas         | Rodrigo Paz        |
| 103         | 13-03-2016 | Aucas         | 0 - 1    | Liga de Quito | Olímpico Atahualpa |
| 104         | 20-05-2016 | Liga de Quito | 2 - 0    | Aucas         | Rodrigo Paz        |
| 105         | 25-09-2016 | Aucas         | 1 - 0    | Liga de Quito | Gonzalo Pozo       |
| 106         | 15-10-2016 | Liga de Quito | 2 - 0    | Aucas         | Rodrigo Paz        |
| 107         | 11-03-2018 | Liga de Quito | 1 - 1    | Aucas         | Rodrigo Paz        |
| 108         | 23-06-2018 | Aucas         | 0 - 0    | Liga de Quito | Gonzalo Pozo       |
| 109         | 13-08-2018 | Liga de Quito | 1 - 1    | Aucas         | Rodrigo Paz        |
| 110         | 28-11-2018 | Aucas         | 1 - 3    | Liga de Quito | Gonzalo Pozo       |
| 111         | 17-03-2019 | Liga de Quito | 0 - 1    | Aucas         | Rodrigo Paz        |
| 112         | 11-08-2019 | Aucas         | 2 - 1    | Liga de Quito | Gonzalo Pozo       |
| 113         | 30-11-2019 | Aucas         | 1 - 3    | Liga de Quito | Gonzalo Pozo       |
| 114         | 07-12-2019 | Liga de Quito | 0 - 0    | Aucas         | Rodrigo Paz        |
| 115         | 22-08-2020 | Aucas         | 2 - 0    | Liga de Quito | Gonzalo Pozo       |
| 116         | 14-11-2020 | Liga de Quito | 4 - 1    | Aucas         | Rodrigo Paz        |
| 117         | 16-05-2021 | Liga de Quito | 1 - 3    | Aucas         | Rodrigo Paz        |
| 118         | 31-10-2021 | Aucas         | 1 - 0    | Liga de Quito | Gonzalo Pozo       |
| 119         | 19-03-2022 | Liga de Quito | 4 - 4    | Aucas         | Rodrigo Paz        |
| 120         | 07-08-2022 | Aucas         | 1 - 1    | Liga de Quito | Gonzalo Pozo       |
| 121         | 04-03-2023 | Liga de Quito | 1 - 1    | Aucas         | Rodrigo Paz        |
| 122         | 13-08-2023 | Aucas         | 0 - 0    | Liga de Quito | Gonzalo Pozo       |
| 123         | 16-03-2024 | Liga de Quito | 1 - 2    | Aucas         | Rodrigo Paz        |
| 124         | 17-08-2024 | Aucas         | 0 - 1    | Liga de Quito | Gonzalo Pozo       |
| 125         | 18-04-2025 | Liga de Quito | 3 - 1    | Aucas         | Rodrigo Paz        |

### Campeonato Nacional Serie B
| Partido N.º | Fecha      | Equipo        | Marcador | Equipo        | Estadio            |
| ----------- | ---------- | ------------- | -------- | ------------- | ------------------ |
| 1           | 09-06-1974 | Liga de Quito | 2 - 0    | Aucas         | Olímpico Atahualpa |
| 2           | 28-07-1974 | Aucas         | 1 - 3    | Liga de Quito | Olímpico Atahualpa |
| 3           | 25-08-1978 | Liga de Quito | 2 - 0    | Aucas         | Olímpico Atahualpa |
| 4           | 28-10-1978 | Aucas         | 1 - 2    | Liga de Quito | Olímpico Atahualpa |

### Campeonato Provincial de Segunda Categoría de la AFNA de Pichincha
| Partido N.º | Fecha      | Equipo        | Marcador | Equipo        | Estadio            |
| ----------- | ---------- | ------------- | -------- | ------------- | ------------------ |
| 1           | 07-09-1973 | Liga de Quito | 3 - 1    | Aucas         | Olímpico Atahualpa |
| 2           | 17-11-1973 | Aucas         | 1 - 3    | Liga de Quito | Olímpico Atahualpa |

### Copa Ecuador
| Partido N.º | Fecha      | Equipo        | Marcador      | Equipo        | Estadio      |
| ----------- | ---------- | ------------- | ------------- | ------------- | ------------ |
| 1           | 08-09-2019 | Aucas         | 0 - 0         | Liga de Quito | Gonzalo Pozo |
| 2           | 18-09-2019 | Liga de Quito | 0 (4) - 0 (2) | Aucas         | Rodrigo Paz  |

### Copa Sudamericana
| Partido N.º | Fecha      | Equipo        | Marcador | Equipo        | Estadio            |
| ----------- | ---------- | ------------- | -------- | ------------- | ------------------ |
| 1           | 11-08-2004 | Liga de Quito | 1 - 0    | Aucas         | Rodrigo Paz        |
| 2           | 14-09-2004 | Aucas         | 1 - 1    | Liga de Quito | Olímpico Atahualpa |

### Historial total
Para confeccionar esta tabla se toman en cuenta sólo los partidos por torneos. No se toman en cuenta los amistosos.
Actualizado el 10 de agosto de 2025
| Motivo                                                             | PJ  | GL | E  | GA | GolL | GolA |
| ------------------------------------------------------------------ | --- | -- | -- | -- | ---- | ---- |
| Campeonato de Pichincha (amateur)                                  | 9   | 4  | 0  | 5  | 19   | 23   |
| Campeonato de Pichincha (profesional)                              | 37  | 17 | 12 | 8  | 55   | 45   |
| Campeonato Nacional                                                | 126 | 64 | 30 | 32 | 213  | 143  |
| Campeonato Nacional Serie B                                        | 4   | 4  | 0  | 0  | 9    | 2    |
| Campeonato Provincial de Segunda Categoría de la AFNA de Pichincha | 2   | 2  | 0  | 0  | 6    | 2    |
| Copa Ecuador                                                       | 2   | 0  | 2  | 0  | 0    | 0    |
| Copa Sudamericana                                                  | 2   | 1  | 1  | 0  | 2    | 1    |
| Total                                                              | 136 | 71 | 33 | 32 | 230  | 148  |
| TOTALES                                                            | 182 | 92 | 45 | 45 | 304  | 216  |

| PJ: Partidos Jugados |
| GL: Ganador Liga     |
| GA: Ganador Aucas    |
| E: Empate            |
| GolL: Goles de Liga  |
| GolA: Goles de Aucas |

### Títulos de Primera División por club
| Amateurs             | 3  | 6 | 9  |
| Interandino          | 6  | 2 | 8  |
| Serie A              | 13 | 1 | 14 |
| Copa Ecuador         | 1  | 0 | 1  |
| Supercopa de Ecuador | 3  | 0 | 2  |
| Copa Libertadores    | 1  | 0 | 1  |
| Copa Sudamericana    | 2  | 0 | 2  |
| Recopa Sudamericana  | 2  | 0 | 2  |
| Total                | 31 | 9 | 39 |